# 布洛克 (甘比亞)
布洛克（英語：Bulok）是西非國家甘比亞西南部的小鎮，位於布里卡馬。根據2009年所做的人口調查顯示，居住於布洛克的總人口數量為2,312人。